# Globox
Globox is een soort van CAD-programma. Het werkt onder de civieltechnische software van Bentley MX. Deze software werkt zowel in een AutoCAD- als in een MicroStation-omgeving.
De software legt zich toe op het maken van ontwerpen en analyses in de civieltechnische sector (wegenbouw etc.)
Doel van Globox-software is de gebruikersinterface zo eenvoudig mogelijk te maken, zodat een leercurve eigenlijk niet bestaat.
Toepassingen van de software zijn:
- EasyDraw - analyse van MX-modellen door middel van dwars- en langsprofielen
- RoadRunner - wegontwerp volgens Nederlandse richtlijnen vanuit de ROA en het Handboek voor Wegontwerp
- PeggMan - voor het berekenen van volumes en het maken van uitzetgegevens
- Grabbit - het werken met meerdere databases (modelfiles)